# Cardinia Shire
Cardinia Shire är en kommun i Australien. Den ligger i delstaten Victoria, omkring 61 kilometer sydost om delstatshuvudstaden Melbourne. Antalet invånare var 94 128 vid folkräkningen 2016. Arean är 1 282 kvadratkilometer.
Följande samhällen finns i Cardinia Shire:
- Pakenham South
- Emerald
- Cockatoo
- Beaconsfield Upper
- Koo-Wee-Rup
- Bunyip
- Gembrook
- Pakenham Upper
- Officer South
- Officer
- Garfield
- Avonsleigh
- Tynong
- Bayles
- Cardinia
- Tynong North
- Guys Hill
- Clematis
- Iona
- Tonimbuc
- Catani
- Caldermeade
- Heath Hill
- Cora Lynn
- North Garfield